# Jayavarman VIII
Jayavarman VIII, död 1295, var en kambodjansk monark. Han var kung av Khmerriket mellan 1243 och 1295.